# Phalempin
Phalempin település Franciaországban, Nord megyében. Lakosainak száma 4863 fő (2022. január 1.). Phalempin Seclin, Wahagnies, Libercourt, Attiches, Camphin-en-Carembault, Chemy és La Neuville községekkel határos.

## Népesség
A település népességének változása:
| Lakosok száma | 4395 | 4637 | 4798 | 4729 | 4780 | 4820 | 4834 | 4849 | 4863 |
|               | 2013 | 2015 | 2016 | 2017 | 2018 | 2019 | 2020 | 2021 | 2022 |